# 巴林石
巴林石（ぱりんせき、ばりんせき）は、篆刻の主要な印材。中華人民共和国内蒙古自治区産。比較的新しく知られるようになった印材であり、産出量も豊富。鶏血石を含む多様な色彩がある。